# Parainocellia (Amurinocellia) calida
Parainocellia (Amurinocellia) calida is een kameelhalsvliegensoort uit de familie van de Inocelliidae. De soort komt voor in het oosten van Rusland.
Parainocellia (Amurinocellia) calida werd voor het eerst wetenschappelijk beschreven door H. Aspöck & U. Aspöck in 1973.